# 3466 Рітіна
3466 Рітіна (3466 Ritina) — астероїд головного поясу, відкритий 6 березня 1975 року.
Тіссеранів параметр щодо Юпітера — 3,549.